# Syzygium escritorii
Syzygium escritorii är en myrtenväxtart som beskrevs av Elmer Drew Merrill. Syzygium escritorii ingår i släktet Syzygium och familjen myrtenväxter. Inga underarter finns listade i Catalogue of Life.